# 天の筏
『天の筏』（てんのいかだ、英：Raft）は、英国の小説家スティーヴン・バクスターによる1991年のハードSF小説。重力定数が10億倍の宇宙に迷い込んでしまった人類の末裔が描かれる。
1989年の同名短編小説を基にして書かれた。日本語版は1993年に早川書房より出版された。翻訳は古沢嘉通、解説は大野万紀。
『天の筏』はバクスターの書籍デビュー作であり、『ジーリー』シリーズの最初の本でもあるが、ジーリー自身は登場しない。1992年にアーサー・C・クラーク賞にノミネートされた。

## 舞台設定
現実の宇宙と比べて万有引力定数が「10億倍」強い代替宇宙に偶然迷い込んでしまった人間たちの末裔を描く。この宇宙では惑星は、自分の重力ですぐに崩壊するため存在しない。恒星はわずか1マイル（1.6km）の直径しかなく、非常に短い寿命で燃え尽きて表面重力5 gで幅100ヤード（91m）サイズの冷却された核になる。そして呼吸可能な大気が存在している。人の身体はそれ自体が「立派な」重力場を持っている。重力が原子スケールの支配的な力となる領域では「重力化学」も存在している。 

## プロットの概要
数千人の人間が呼吸可能な大気の星雲で生き延び、分割されたコミュニティで生活していた。社会は非常に階層化されており、エリート層は「いかだ」（高度なテクノロジーを含む宇宙船の残骸）に住んでいた。労働者/鉱山労働者はさまざまな「ベルト」世界に住んでおり、燃え尽きた星の核を採掘していた。そして「Boneys」または「unmentionables」という遊牧民達は死体を加工して構成された世界に住んでいた。
人間たちがどのようにこの宇宙に来たのか、物語の中で直接説明はされないが、「いかだ」宇宙船が元の宇宙から裂け目を通ってこの代替宇宙に至ったことが暗示されている。オリジナルの短編小説では、人間たちがどのように到着したかについてのより多くの洞察を提供している。
500年前、忘れられていた敵を追いかける偉大な宇宙戦艦がポータルを介して失策した。宇宙戦艦はゲートウェイを介して元いた宇宙を離れ、この宇宙に到着した 。
続編の『虚空のリング』では高重力宇宙の存在が語られており、『天の筏』の人間たちは『ジーリー』シリーズの主要な宇宙から来たということを暗示しているが、どの時代に自身の宇宙から脱出したかは明らかにされていない。 
人間たちが住んでいる代替宇宙は、現実の宇宙とおおむね同じ法則に従っているが、 重力定数が数桁大きいという点が異なる。 
代替宇宙の物理学は、星雲を徐々に生命に適さない環境に変えており、人間達は奇妙な在来種とともに、環境崩壊の影響を受けている。そのため人間たちは別の星雲への脱出を試みる。

## 参照資料
1. ↑  “スティーヴン・バクスター／古沢嘉通訳　『天の筏』　解説　大野万紀”. 2020年1月22日閲覧。
2. ↑  “1992 Award Winners & Nominees”. Worlds Without End. 2009年8月3日閲覧。
3. ↑  http://www.infinityplus.co.uk/stories/raft.htm